# Walenty Wróbel (nauczyciel)
Walenty Wróbel (ur. 19 września 1850 w Skomielnej Czarnej, zm. 19 lipca 1912 we Lwowie) – polski filolog klasyczny, nauczyciel.

## Życiorys
Urodził się 19 września 1850 w Skomielnej Czarnej. Był synem Andrzeja. Uczył się w szkołach w Wadowicach i w Krakowie. Studiował na Wydziale Filozoficznym Uniwersytetu Jagiellońskiego. Z wykształcenia był filologiem klasycznym.
W okresie zaboru austriackiego w ramach autonomii galicyjskiej wstąpił do służby nauczycielskiej. Początkowo pracował jako zastępca nauczyciela: od 1877 do maja 1880 w C. K. Wyższym Gimnazjum w Kołomyi, od maja do września 1880 w Brzeżanach, a od września 1880 do sierpnia 1881 w C. K. Wyższym Gimnazjum w Stanisławowie. Reskryptem C. K. Ministra Wyznań i Oświecenia z 9 sierpnia 1881 został mianowany rzeczywistym nauczycielem i przeniesiony od września 1881 do C. K. Gimnazjum Męskiego w Sanoku. W tej szkole uczył języka łacińskiego, języka polskiego, języka greckiego, kaligrafii, propedeutyki filozofii, logiki, psychologii. Reskryptem C. K. Rady Szkolnej Krajowej z 14 września 1884 został zatwierdzony stale w zawodzie nauczycielskim i otrzymał tytuł c. k. profesora. Na początku lipca 1896 uzyskał stopień naukowy doktora filozofii na Uniwersytecie Lwowskim. Rozporządzeniem C. K. Ministra Wyznań i Oświaty z 14 grudnia 1897 otrzymał ósmą rangę służbową począwszy od 1 stycznia 1898 i od tego czasu był tytułowany jako c. k. starszy profesor. Od 15 listopada 1884 był radnym Rady Miejskiej w Sanoku, a 15 stycznia 1885 złożył rezygnację z mandatu.
W Sanoku przebywał do sierpnia 1898, a rozporządzeniem C. K. Ministra Wyznań i Oświaty z 24 czerwca 1898 został przeniesiony z sanockiego gimnazjum do C. K. IV Gimnazjum we Lwowie. W szkole uczył języka łacińskiego, języka greckiego, kaligrafii. Od roku szkolnego 1900/1901 uczył łaciny i grecki oraz kaligrafii w oddziałach równorzędnych IV Gimnazjum, powstałych przy zakładzie głównym tejże szkoły. Od około 1901 otrzymał siódmą rangę w zawodzie. Równolegle wykładał język grecki w Prywatnym Gimnazjum Zofii Strzałkowskiej we Lwowie. Od roku szkolnego 1908/1909 ponownie uczył w zakładzie głównym IV Gimnazjum języka łacińskiego, języka greckiego, propedeutyki filozofii. W roku szkolnym 1910/1911 by urlopowany. Zakończył pracę w IV Gimnazjum 17 sierpnia 1911, przechodząc w tym roku w stan spoczynku.
W pracy naukowej zajmował się Platonem i Arystotelesem. Wydał kilka rozpraw własnych, a także ogłaszał recenzje (np. dzieł W. Błotnickiego i Władysława Witwickiego) i opracowania w czasopiśmie „Eos”. Od 1905 należał do Polskiego Towarzystwa Filozoficznego, w którym w 1911 tworzył komisję rewizyjną. Był członkiem wydziału Polskiego Towarzystwa Filologicznego we Lwowie, członkiem Towarzystwa Nauczycieli Szkół Wyższych, członkiem Towarzystwa Wincentego a Paulo. W latach 90. był członkiem sanockiego gniazda Polskiego Towarzystwa Gimnastycznego „Sokół”, w którym w 1898 pełnił funkcję zastępcy członka sądu honorowego.
Zmarł po długiej chorobie 19 lipca 1912 we Lwowie w wieku 61 lat. Był żonaty z Michaliną z domu Żurakowską, z którą miał dzieci: Eugenię Henrykę (ur. 1884), Tadeusza Stanisława (ur. 1886), Aleksandra Bronisława (ur. 1888).

## Publikacje
- Aristolelis de perturbationibus animi doctrina (Sanok, 1886, w: Sprawozdanie C. K. Gimnazyum w Sanoku za rok szkolny 1886)[1]
- De Aristolelis de arte poetica libello recognoscendo (Sanok, 1888, w: Sprawozdanie C. K. Gimnazyum w Sanoku za rok szkolny 1888)[1][2][3].
- Aristotelis locum de poetica XIX: 1456a 33 – 1456b 8. Explicavit et emendavit (Lwów, 1900)[1]
- Z praktyki szkolnej: Lektura Horacego w klasie VIII. Ad Apollinem (Carm. I, 31) (Lwów, w: „Muzeum” R. XX, Z. 1, 1904, s. 24-36)[1]
- O elementach psychologicznych w tragedyi. Urywek z estetyki Arystotelesa. Autoreferat w „Przeglądzie Filozoficznym”[1]
- O rodzajach epopei i tragedyi. Studyum hermeneutyczno-krytyczne do poetyki Arystotelesa[1]
- współudział w opracowaniu Słownika łacińsko-polskiego do użytku szkół średnich (p. 681-980)[1]

## Odznaczenia
austro-węgierskie
- Medal Jubileuszowy Pamiątkowy dla Cywilnych Funkcjonariuszów Państwowych[20]
- Krzyż Jubileuszowy dla Cywilnych Funkcjonariuszów Państwowych[20]